# 璩大成
璩大成是臺灣神經外科醫師，曾於SARS疫情期間出任臺北市立和平醫院院長，現任臺北市立聯合醫院院長。太太是新北市政府衛生局局長陳潤秋。

## 簡介
1983年，璩大成畢業於國立陽明醫學院醫學系，獲得醫學士學位，其後1995年獲得國立陽明大學神經科學研究所碩士學位，2005年獲得國立臺灣大學醫療機構管理研究所碩士學位。

2003年SARS疫情期爆發，導致臺北市立和平醫院封院，璩大成於此時奉派為和平醫院院長，進駐封院中的和平醫院，並一度染疫，幸而康復。2022年3月18日，璩大成接任臺北市立聯合醫院院長。